# Кантри Хоумс (Вашингтон)
Кантри Хоумс (енгл. Country Homes) насељено је место без административног статуса у америчкој савезној држави Вашингтон.

## Демографија
По попису из 2010. године број становника је 5.841, што је 638 (12,3%) становника више него 2000. године.
| Група             | 2000.         | 2010.         |
| Белци             | 4.684 (90,0%) | 5.083 (87,0%) |
| Афроамериканци    | 71 (1,4%)     | 94 (1,6%)     |
| Азијати           | 100 (1,9%)    | 114 (2,0%)    |
| Хиспаноамериканци | 129 (2,5%)    | 286 (4,9%)    |
| Укупно            | 5.203         | 5.841         |